# Avi Arad
Avi Arad (en hebreo: אבי ארד) (Guivatayim, Israel, 1 de agosto de 1948) es un productor, empresario y guionista de cine y televisión estadounidense-israelí. Ha producido numerosas películas y series de animación basadas en personajes de Marvel Comics y realizado numerosas adaptaciones a videojuegos. En 1996 pasó a estar al mando junto a Isaac Pellmutter de la compañía Marvel Comics, hasta 2006 que creó su propia productora cinematográfica Arad Productions.

## Biografía
Nacido en la ciudad israelí Guivatayim del Distrito Central durante la guerra árabe-israelí de 1948.
Se crio leyendo cómics de Superman y Spider-Man en idioma hebreo, lo que le llevó una gran inspiración para su futuro.
En el año 1965 fue reclutado por las Fuerzas de Defensa de Israel (FDI), con las que en 1967 luchó en la guerra de los Seis Días llegando a ser herido, pero recuperándose en un periodo de 15 días.
Un año más tarde en 1968, finalizó por completo su servicio militar.
En 1970, se trasladó a Estados Unidos donde comenzó trabajando como conductor de camión para pagarse sus estudios superiores, llegando a licenciarse y graduarse en Administración de empresas por la Universidad Hofstra de Hempstead (Estado de Nueva York).

### Carrera profesional
En 1990 se convirtió en Director ejecutivo de Marvel Toys (Toy Biz).
Tras la crisis en el año 1996 creada por Ronald Perelman y Carl Icahn que fueron acusados de malversación, Avi Arad junto a Isaac Pellmutter se hicieron con el control de la compañía Marvel Comics, en la que ambos realizaron los complicados acuerdos para la obtención de los derechos de Spider-Man y otros superhéroes Marvel que habían sido vendidos anteriormente, también llegaron a salir de aquella crisis sufrida y expandieron el perfil de la compañía a través de la concesión de licencias y las películas realizadas.
El día 31 de mayo de 2006, renunció a sus diferentes cargos incluyendo a la dirección de Marvel para formar su propia compañía de producción cinematográfica llamada: Arad Productions, a pesar de que todavía sigue produciendo diferentes proyectos de Marvel.
Su primera película producida por su propia productora fue Bratz: The Movie, estrenada en agosto de 2007.
Emprendiendo un buen futuro, han realizado una adaptación del manga Ghost in the Shell, la serie de literatura fantástica Fablehaven del escritor Brandon Mull, de los libros Maximum Ride de James Patterson y las adaptaciones de los videojuegos de la empresa canadiense BioWare como Mass Effect, Uncharted, inFamous y del diseñador Hideo Kojima la serie de videojuegos Metal Gear.
El 25 de agosto de 2010, fue contratado por el estudio de animación japonés Production I.G, para trabajar en Los Ángeles.
Independientemente con su propia productora además de todas las adaptaciones ha producido numerosas películas como Iron Man, The Incredible Hulk, Ghost Rider: Espíritu de Venganza, The Amazing Spider-Man, Robosapien: Rebooted y The Amazing Spider-Man 2: Rise of Electro. El 7 de noviembre de 2023, se confirmó que Arad trabajará con Nintendo y Sony Pictures en una película de acción real de The Legend of Zelda.

## Filmografía

### Producción
| Productor - Daredevil (2003) - Hulk (2003) - The Punisher (2004) - Spider-Man 2 (2004) - Elektra (2005) - Man-Thing: la naturaleza del miedo (2005) - Los 4 Fantásticos (2005) - X-Men: The Last Stand (2006) - Ghost Rider (2007) - Spider-Man 3 (2007) - Los 4 Fantásticos y Silver Surfer (2007) - Bratz (2007) - Iron Man (2008) - The Incredible Hulk (2008) - Ghost Rider: Espíritu de Venganza (2011) - The Amazing Spider-Man (2012) - Robosapien: Rebooted (2013) - The Amazing Spider-Man 2 (2014) - Ghost in the Shell (2017) - Venom (2018) - Spider-Man: un nuevo universo (2018) - Venom: Let There Be Carnage (2021) - Morbius (2022) - Uncharted (2022) - Spider-Man: Across the Spider-Verse (2023) - Borderlands (2024) - Venom: El último baile (2024) - Kraven the Hunter (2024) - The Legend of Zelda (TBA) | Productor ejecutivo - Blade (1998) - X-Men (2000) - Blade II (2002) - Spider-Man (2002) - X-Men 2 (2003) - Blade: Trinity (2004) - The Killing Floor (2007) - Gamba: Ganba to nakamatachi (2015) - Spider-Man: Homecoming (2017) - Spider-Man: Far From Home (2019) - Spider-Man: No Way Home (2021) |  |

### Directamente para vídeo
| Año  | Título                                   | Productor ejecutivo | Writer |
| ---- | ---------------------------------------- | ------------------- | ------ |
| 2006 | Ultimate Avengers: The Movie             | Sí                  | No     |
| 2006 | Ultimate Avengers 2: Rise of the Panther | Sí                  | No     |
| 2007 | The Invincible Iron Man                  | Sí                  | Si     |
| 2007 | Doctor Strange: The Sorcerer Supreme     | Sí                  | No     |

### Televisión
| Año       | Título                                        | Productor ejecutivo | Creador   | Notas                  |
| --------- | --------------------------------------------- | ------------------- | --------- | ---------------------- |
| 1992      | El rey Arturo y los caballeros de la justicia | Sí                  | No        |                        |
| 1993–1994 | Double Dragon                                 | Sí                  | No        |                        |
| 1993      | The Bots Master                               | Sí                  | No        |                        |
| 1994      | Iron Man                                      | Sí                  | No        |                        |
| 1994      | Los 4 Fantásticos                             | Sí                  | No        |                        |
| 1994–1995 | Spider-Man                                    | Sí                  | No        |                        |
| 1996–1997 | Hulk, el Hombre Increíble                     | Sí                  | No        |                        |
| 1996      | Generation X                                  | Sí                  | No        | Piloto                 |
| 1998      | Silver Surfer                                 | Sí                  | No        |                        |
| 1998      | Nick Fury: Agent of S.H.I.E.L.D.              | Sí                  | No        | Película de televisión |
| 1999–2001 | Spider-Man Unlimited                          | Sí                  | Developer |                        |
| 1999–2000 | The Avengers: United They Stand               | Sí                  | No        |                        |
| 2000–2003 | X-Men: Evolution                              | Sí                  | No        |                        |
| 2001      | Mutant X                                      | Sí                  | Sí        |                        |
| 2003      | Spider-Man: The New Animated Series           | Sí                  | No        |                        |
| 2006      | Blade: la serie                               | Sí                  | No        |                        |
| 2006      | Fantastic Four: World's Greatest Heroes       | Sí                  | No        |                        |
| 2008      | Iron Man: Armored Adventures                  | Sí                  | No        |                        |
| 2008      | The Spectacular Spider-Man                    | Sí                  | No        |                        |
| 2009      | Wolverine y los X-Men                         | Sí                  | No        |                        |
| 2013      | Pac-Man y las aventuras fantasmales           | Sí                  | Developer |                        |
| 2016–2018 | Kong: King of the Apes                        | Sí                  | Developer |                        |
| 2017–2018 | Tarzan and Jane                               | Sí                  | Developer |                        |
| 2017–2018 | Super Monsters                                | Sí                  | Sí        |                        |